# Джон Джеремая Біґсбі
Джон Джерема́я Бі́ґсбі (англ. John Jeremiah Bigsby; 14 серпня 1792 — 10 лютого 1881) — англійський геолог і лікар.

## Життєпис
Джон народився 14 серпня 1792 року у Ноттінгемі у сім'ї лікаря Джона Біґсбі (1760—1844) та його дружини Мері (пом. 1821). У сім'ї було ще два сини Томас і Чарлз.
Вищу освіту здобув в Единбурзькому університеті, де згодом (1814) отримав ступінь доктора медицини. Того ж року він став працювати лікарем у Королівському лазареті Единбурга.
Потім Біґсбі вступив медиком на військову службу і в 1817 році був направлений на Мис Доброї Надії. Приблизно через рік, він вирушив до Квебека у Британській Північній Америці як полковий лікар, де в нього проявився великий інтерес до геології і він навіть підготував доповідь про геологію Верхньої Канади. Біґсбі став першою людиною, яка дослідила і описала регіон  Оук-Ріджес Морейн, геологічну форму рельєфу на рівнинах Мікседвуд південно-центрального Онтаріо.
З 1822 протягом кількох років Бігсбі провів великі й важливі геологічні дослідження, публікуючи їх результати в «American Journal of Science» та інших наукових журналах, а у 1850 році побачила світ його книжка «The Shoe and Canoe», де він живописно описав своє життя та подорожі у Британській Північні Америці.
Після повернення до Англії у 1827 році Біґсбі займався медичною практикою в Ньюарк-он-Тренті аж до свого переїзду до Лондона у 1846 році, де він залишався до кінця свого життя. Він брав активну участь у житті Лондонського геологічного товариства, членом якого його було обрано у 1823 році. З 1925 року він був членом Американського філософського товариства.
У 1869 році Біґсбі став членом Лондонського королівського товариства, а у 1874 році був удостоєний медалі Мерчісона від Геологічного товариства Лондону.
Останні двадцять років свого життя він постійно працював над таблицями та списками викопних палеозойських порід. Його працю «Thesaurus Siluricus» було опубліковано під патронажем Королівського товариства у 1868 році, а у 1878 році було опубліковано працю: «Thesaurus Devonico-Carboniferus».
У 1877 році він заснував наукову нагороду «Медаль Біґсбі», якою раз на два роки нагороджуються члени Геологічного товариства Лондону, з умовою, що лауреат повинен мати не більше сорока п'яти років.
Джон Джеремая Біґсбі помер 10 лютого 1881 року в Лондоні.